# فرار از زندان (فصل ۵)
فصل پنجم سریال فرار از زندان (که با نام فرار از زندان: رستاخیز نیز شناخته می‌شود) ادامه مجموعهٔ تلویزیونی فرار از زندان، ساختهٔ پل شیورینگ است که طی سال‌های ۲۰۰۵ تا ۲۰۰۹ (فصل‌های ۱ الی ۴) از شبکه تلویزیونی فاکس پخش می‌شد. قسمت نخست فصل پنجم این مجموعه در تاریخ ۴ آوریل ۲۰۱۷ از شبکه فاکس نمایش داده‌شد. ونتورت میلر به عنوان مایکل اسکافیلد، دامینیک پرسل به عنوان برادرش لینکلن به همراه بازیگران دیگر این مجموعه از جمله آمائوری نولاسکو، پل آدلستین، رابرت نپر، راکموند دانبار و سارا وین کالیز در این فصل ایفای نقش می‌کنند. چند تن از بازیگران جدید این فصل شامل مارک فیورستین، مارینا بندیکت، آگوستوس پرو، ریک یان و استیو موزاکیس هستند. فیلم‌برداری قسمت سوم در آوریل ۲۰۱۶ آغاز و در شهر ونکوور کانادا و شهرهای رباط، کازابلانکا، و ورزازات واقع در مراکش انجام شد.
این فصل کوتاه‌ترین فصل فرار از زندان می‌باشد و ۹ اپیزود دارد. خط داستانی اصلی این فصل پیرامون زنده بودن مایکل است که معلوم می‌شود در زندانی مخوف به نام اوکاجیا در یمن زندانی است. اکنون گروه قدیمی دوباره دور هم جمع می‌شوند تا مایکل را از زندان فراری دهند و سپس با داعش مقابله کنند. قسمت اول این مجموعه ۸٫۵ میلیون بیننده در آمریکا داشت.
خلاصه داستان
لینکلن باروز از طریق تئودور بگول متوجه زنده بودن برادرش مایکل می کند و می فهمد در زندان مخوفی به نام اوگاجیا زندانی است. او به همراه سی نوت به یمن می رود و در آنجا زنی به اسم شیبا کمکشان می کند. آنها می فهمند هویت مایکل اسکافیلد به کنیل اوتیس یک قاتل بی رحم تروریست وابسته به داعش تغییر یافته است. در نهایت می فهمند که مایکل با پوسایدون معامله کرده است تا سارا و لینکلن تبرئه شوند و مایکل خودش را به مردن بزند و برای پوسایدون کار کند. در نهایت سی نوت،لینکلن،مایکل و شیبا با موفقیت به آمریکا می روند و مایکل زندگی آرامی را کنار سارا و پسرش مایک آغاز می کند.

## بازیگران و شخصیت‌ها

### بازیگران اصلی
- دامینیک پرسل در نقش لینکلن باروز
- ونتورت میلر در نقش مایکل اسکوفیلد
- آمائوری نولاسکو در نقش فرناندو سوکره
- رابرت نپر در نقش تئودور «تی-بگ» بَگ‌وِل
- راکموند دانبار در نقش بنجامین مایلز «سی-نُت» فرانکلین
- پل آدلستین در نقش پل کلرمن
- سارا وین کالیز در نقش سارا تانکردی

### بازیگران جدید
- مارک فیورستین در نقش جِیکوب نِس
- آگوستوس پرو در نقش ویپ
- ریک یان در نقش جا
- استیو موزاکیس در نقش ون گوگ
- اینبار لاوی در نقش شِبا
- مارینا بندیکت در نقش اِی&دبلیو
- کونال شرما در نقش سِد
- فران طاهر در نقش جَمیل

## قسمت‌ها
| شم. کلی | شم. در فصل | عنوان             | کارگردان       | نویسنده                    | تاریخ انتشار اصلی | کد تولید | آمریکا تعداد بیننده (میلیون) |
| ------- | ---------- | ----------------- | -------------- | -------------------------- | ----------------- | -------- | ---------------------------- |
| ۸۲      | ۱          | «اوگاجیا»         | نلسون مک‌کورمیک | پل شیورینگ                 | ۴ آوریل ۲۰۱۷      | 1AZM01   | ۳٫۸۳                         |
| ۸۳      | ۲          | «کنیل اوتیس»      | مایا ورویلو    | پل شیورینگ                 | ۱۱ آوریل ۲۰۱۷     | 1AZM02   | ۳٫۱۸                         |
| ۸۴      | ۳          | «دروغگو»          | مایا ورویلو    | جاش گلدین و راشل آبرامویتز | ۱۸ آوریل ۲۰۱۷     | 1AZM03   | ۲٫۴۴                         |
| ۸۵      | ۴          | «معضل زندانی»     | گای فرلند      | مایکل هوروویتس             | ۲۵ آوریل ۲۰۱۷     | 1AZM04   | ۲٫۷۵                         |
| ۸۶      | ۵          | «احتمال»          | گای فرلند      | وون ویلمت                  | ۲ مه ۲۰۱۷         | 1AZM05   | ۲٫۳۵                         |
| ۸۷      | ۶          | «فیشا»            | کوین تنچرون    | مایکل هوروویتس             | ۹ مه ۲۰۱۷         | 1AZM06   | ۲٫۳۷                         |
| ۸۸      | ۷          | «دریای شراب تیره» | کوین تنچرون    | وون ویلمت                  | ۱۶ مه ۲۰۱۷        | 1AZM07   | ۲٫۴۱                         |
| ۸۹      | ۸          | «خاندان»          | نلسون مک‌کورمیک | مایکل هوروویتس             | ۲۳ مه ۲۰۱۷        | 1AZM08   | ۱٫۹۰                         |
| ۹۰      | ۹          | «پشت چشم‌ها»       | نلسون مک‌کورمیک | پل شیورینگ                 | ۳۰ مه ۲۰۱۷        | 1AZM09   | ۲٫۳۰                         |

## رتبه‌بندی
| شماره | عنوان             | تاریخ پخش     | رتبه‌بندی (۱۸–۴۹) | بینندگان (میلیون) | DVR (۱۸–۴۹) | بینندگان DVR (میلیون) | مجموع (۱۸–۴۹) | مجموع بینندگان (میلیون) |
| ----- | ----------------- | ------------- | ---------------- | ----------------- | ----------- | --------------------- | ------------- | ----------------------- |
| 1     | «اوگاجیا»         | ۴ آوریل ۲۰۱۴  | ۱٫۵/۵            | ۳٫۸۳              | ۰٫۸         | ۱٫۸۶                  | ۲٫۳           | ۵٫۶۸                    |
| 2     | «کنیل اوتیس»      | ۱۱ آوریل ۲۰۱۷ | ۱٫۱/۴            | ۳٫۱۸              | ۰٫۹         | ۱٫۸۴                  | ۲٫۰           | ۵٫۰۱                    |
| 3     | «دروغگو»          | ۱۸ آوریل ۲۰۱۷ | ۰٫۹/۳            | ۲٫۴۴              | ۰٫۸         | ۱٫۷۶                  | ۱٫۷           | ۴٫۲۰                    |
| 4     | «معضل زندانی»     | ۲۵ آوریل ۲۰۱۷ | ۰٫۹/۳            | ۲٫۷۵              | —           | —                     | —             | —                       |
| 5     | «احتمال»          | ۲ مه ۲۰۱۷     | ۰٫۸/۳            | ۲٫۳۵              | ۰٫۷         | ۱٫۵۱                  | ۱٫۵           | ۳٫۸۶                    |
| 6     | «فیشا»            | ۹ مه ۲۰۱۷     | ۰٫۹/۳            | ۲٫۳۷              | ۰٫۶         | ۱٫۳۳                  | ۱٫۵           | ۳٫۷۰                    |
| 7     | «دریای شراب تیره» | ۱۶ مه ۲۰۱۷    | ۰٫۹/۴            | ۲٫۴۱              | ۰٫۷         | ۱٫۴۱                  | ۱٫۶           | ۳٫۸۱                    |
| 8     | «خاندان»          | ۲۳ مه ۲۰۱۷    | ۰٫۷/۳            | ۱٫۹۰              | ۰٫۷         | ۱٫۶۰                  | ۱٫۴           | ۳٫۵۰                    |
| 9     | «پشت چشم‌ها»       | ۳۰ مه ۲۰۱۷    | ۰٫۹/۳            | ۲٫۳۰              | ۰٫۷         | ۱٫۵۴                  | ۱٫۶           | ۳٫۸۳                    |